# Шива Олександр Васильович
Олександр Васильович Шива (нар. 5 квітня 1953, Троїцьке, Одеська область) — український поет, письменник, краєзнавець, засновник музею в селі Великосербулівка Миколаївської області, колишній голова Великосербулівської сільської ради, почесний житель села.

## Телебачення та преса
Олександр був гостем на місцевому телебаченні — телеканалі Март
З переїздом до Южноукраїнська є активним жителем громади.

## Сім'я
Дружина — Тетяна Шива, подружжя має двох доньок, трьох онучок і онука, трьох правнуків і правнучку.